# Кичуга (приток Сухоны)
Кичуга — река в России, протекает в Вологодской области, в Великоустюгском районе. Устье реки находится в 57 км по правому берегу реки Сухона. Длина реки составляет 10 км.
Исток Кичуги находится северо-западнее обширного Авдюжского болота в 35 км к юго-западу от Великого Устюга. Течёт по ненаселённому лесу на северо-запад. Недалеко от места впадения Кичуги в Сухону находятся населённые пункты Стреленского сельского поселения — посёлок Кичуга и деревни Верхняя Кичуга и Нижняя Кичуга.

## Данные водного реестра
По данным государственного водного реестра России относится к Двинско-Печорскому бассейновому округу, водохозяйственный участок реки — Северная Двина от начала реки до впадения реки Вычегда, без рек Юг и Сухона (от истока до Кубенского гидроузла), речной подбассейн реки — Сухона. Речной бассейн реки — Северная Двина.
По данным геоинформационной системы водохозяйственного районирования территории РФ, подготовленной Федеральным агентством водных ресурсов:
- Код водного объекта в государственном водном реестре — 03020100312103000009647
- Код по гидрологической изученности (ГИ) — 103000964
- Код бассейна — 03.02.01.003
- Номер тома по ГИ — 03
- Выпуск по ГИ — 0